# Goizueta
Goizueta (bask. Goizeta) ist ein Dorf mit 692 Einwohnern (Stand: 2024) im baskischsprachigen Norden der Provinz Navarra in Spanien.
Der im schmalen Tal des Flusses Urumea in Nord-Süd-Richtung eingezwängte Ort besteht zum großen Teil aus Naturstein-Wohngebäuden im Stil des 19. Jahrhunderts. Bemerkenswert ist das ehemalige, durch das Wasser des Urumea gespeiste Waschhaus hinter dem Rathaus.
Im Norden grenzt Goizueta an Rentería und Oyarzun, im Süden an Leiza, Ezcurra, Erasun, Beinza-Labayen und Zubieta, im Osten an Arano, Elduayen und Berástegui und im Westen an Lesaca und Aranaz.
Der Großteil der Fläche von Goizueta besteht aus steilen, bewaldeten Hanglagen an den bis ca. 1053 m hohen Bergen Mendaur, Recaldo, Loizate, Articuza, Urdiñola, Aniz, San Pedro und Larrea. Der größte Teil der Grundstücke (37 km²) gehört zur Finca de Artikutza, Eigentum der Stadt Donostia-San Sebastián.
Durch den Ort führt die Provinzstraße NA 4150 von Hernani (Provinz Guipúzcoa) nach Leitza.

## Name
Der Name kommt von der „oberen Brücke“ (bask.: „Zubi Haundi“), die im Ortskern über den Fluss Urumea führt. Er setzt sich zusammen aus den baskischen Begriffen goi (dt. oben), zubi (dt. Brücke) und eta (dt. und, jedoch hier als Nachsilbe, den Namen einem Ort zuordnend, verwendet).

## Touristik
Etwa 1,5 km nördlich des Ortes liegt der Campingplatz Iskibi in einer Flussschleife des Urumea.
2012 eröffnete die Gemeinde (mit Förderung durch die Provinz Navarra) eine Herberge mit 30 Betten in 2- bis 10-Bett Zimmern in den oberen Etagen des alten Waschhauses.

## Kultur
Fast alle Einwohner (94,8 %) sprechen baskisch. Goizueta ist bekannt für die intensive Pflege traditioneller baskischer Kultur. Bemerkenswert ist die hohe Qualität des Dorfchores, in dem ca. 5 % der Einwohner aktiv sind.

## Wirtschaft

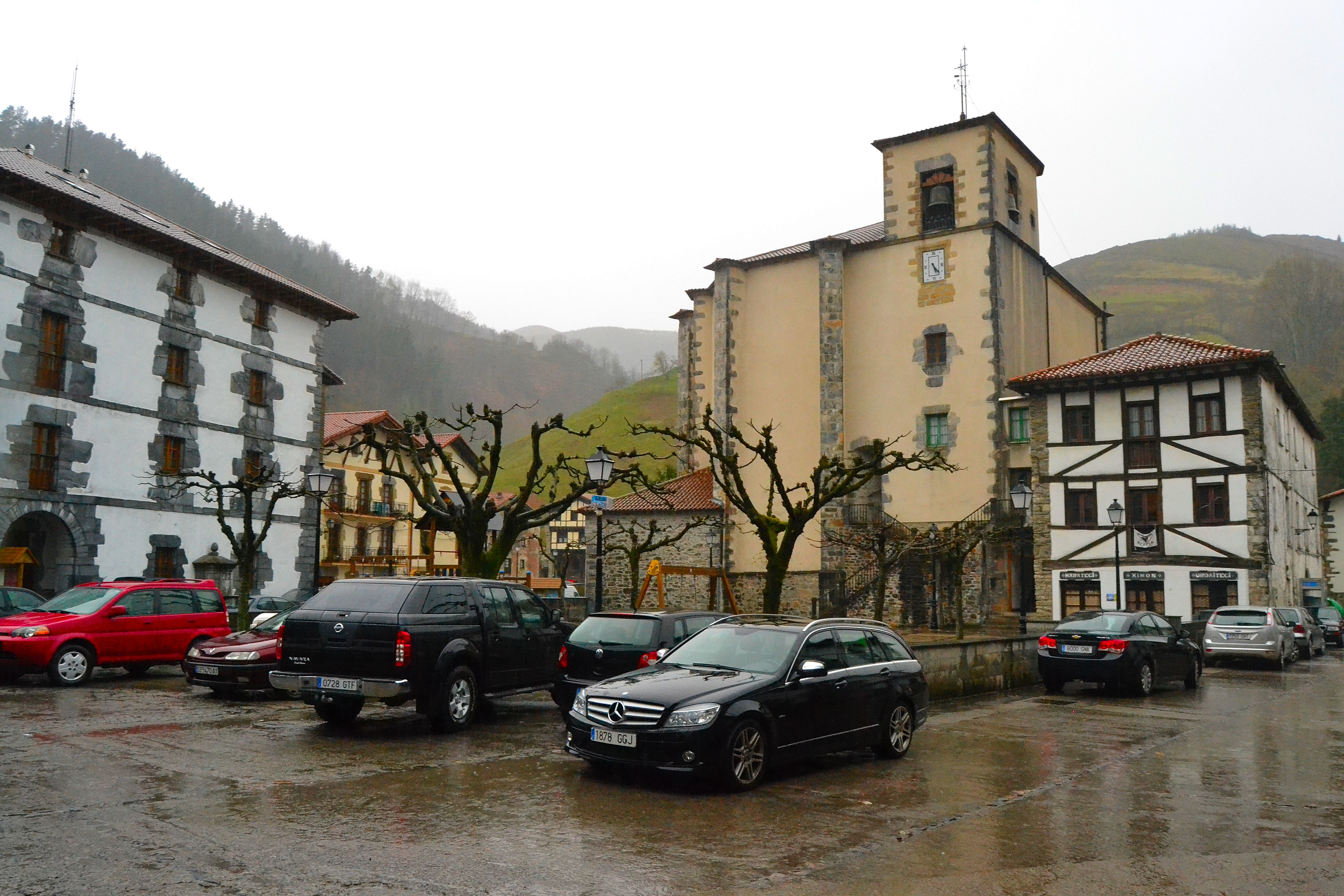
Dorfplatz mit Kirche

Im Ort selbst gibt es zwei Lebensmittelläden, einen Lebensmittelladen mit Kneipe, eine Autowerkstatt, einen Busunternehmer, einen Taxiunternehmer, einen Friseur, ein Tabakgeschäft mit Lottoannahme, eine Bäckerei, eine Apotheke, eine Metzgerei sowie vier weitere Kneipen und eine Kirche an Dorfplatz. Die Mehrzahl der Einwohner arbeitet in den Gewerbegebieten von Hernani, ca. 20 km nördlich. Die außerhalb des Ortskerns an den Berghängen lebenden Familien betreiben teilweise noch Subsistenzwirtschaft.

## Politik
Goizueta ist bekannt für die baskisch-nationale Einstellung einer großen Mehrheit der Einwohner.
Bei den Regionalwahlen 2011 errang die Liste „Euskal Herria Bildu“ (dt. „Baskenland Vereinen“) über 80 % und die Liste „Nafarroa Bai“ (dt. „Navarra ja“) weitere 12 % der Stimmen.

## Bevölkerungsentwicklung
| 1897  | 1900  | 1910  | 1920  | 1930  | 1940  | 1950  | 1960  | 1970  | 1981  | 1991  | 2001 | 2006 | 2009 | 2010 | 2011 |
| ----- | ----- | ----- | ----- | ----- | ----- | ----- | ----- | ----- | ----- | ----- | ---- | ---- | ---- | ---- | ---- |
| 1.037 | 1.104 | 1.281 | 1.400 | 1.407 | 1.362 | 1.312 | 1.416 | 1.423 | 1.186 | 1.034 | 886  | 820  | 780  | 778  | 771  |

| Ortsteil      | Einwohner (2011) |
| ------------- | ---------------- |
| Aitasemegi    | 72               |
| Alkainzuriain | 29               |
| Alkasoaldea   | 42               |
| Artikutza     | 5                |
| Espidealdea   | 53               |
| Goizueta      | 558              |
| Tartazu       | 12               |

## Söhne und Töchter der Stadt
- José Mari Bakero (* 1963), Fußballer, Trainer und Sportreporter
- Patziku Perurena (* 1959), Schriftsteller und Ethnograph